# B型H系
《B型H系》是日本漫畫家山里陽子所創作的日本漫画作品。於《週刊YOUNG JUMP》2004年20號至2011年10號期間進行連載，單行本全九集。廣播劇CD版於2007年9月14日發售（集英社）。改編电视动画于2010年4月至7月期間放送，全12回。

## 剧情简介
本作的主人公山田是一个美少女高中生，她的梦想是結交100名性伙伴。她选择的第一个对象是外表平凡的處男小须田，可是因为种种原因，总是不能如愿。

## 登場人物

### 主要角色
山田（聲：淺野真澄／田村由香里）
本作女主角。名不詳。登場時是十五歲的高一生，處女、B罩杯，滿腦子都是黃色思想。渴望「要和100人發生性關係」，由於害怕被別人知道自己是處女而被嘲笑，所以第一個目標希望找的是毫無經驗的處男，因而找上平凡的小須田崇。但由於個性上傲嬌、公主病，因為自尊往往不敢說出自己的想法，因此發生種種原因，無法與小須田告白、做愛，直到高三時兩人才突破困難開始交往並達成願望。五官標緻、身材端正，成績優異，登場時設定為學校最受歡迎的女生，之後與金城京香並列。
最後與小須田發生性關係，並因愛情而放棄了「要和100人發生性關係」的想法，一心一意當小須田的愛侶，和小須田考上同一所大學。
小須田崇（聲：保志總一朗／阿部敦）
本作男主角。處男，十分平凡的男生。是山田第一個目標性伴，初時對山田的行為感到古怪，後來漸漸走在一起。對戀愛的事非常遲鈍，往往都是後知後覺，但在關鍵時刻卻又有男子氣概。自小已經養成樂於助人的性格。喜歡攝影，是攝影社的成員。原本成績普通，為了與山田在一起，最後努力考上同一所大學。

### 同學
竹下美春（聲：水橋香織／堀江由衣）
山田同班親友。擁有令山田羨慕的F罩杯，因此被山田戲稱為「F下」。男朋友是三年生松尾大佑。由於自初中就與山田認識，所以是山田吐露心聲的對象，也常幫忙山田解決戀愛上的煩惱。經常吐槽山田（縱然不在現場，仍會以旁白角色在旁吐嘈）。
宮野真由（聲：門脇舞以／花澤香菜）
小須田的青梅竹馬及鄰居。擁有F罩杯（山田目測），處女。自幼暗戀小須田崇，山田視她為情敵。天然呆兼冒失娘，喜歡烹飪。二年級時與小須田同班，後來向小須田告白失敗。
金城京香（聲：茅原實里／小林優）
富家千金。暗戀自己的兄長，是一位有戀兄情結的處女，C罩杯。有收藏有關其兄物品的戀物癖。在1年級第二學期回到日本，校園祭人氣比賽曾僅負於山田。2年級與山田同班，於是開始展開針對山田的行動，但對山田只是一知半解。兩人針鋒相對直到最後才冰釋前嫌和好，並且放棄戀兄的癖好，之後出國就讀大學。
三鄉麻美（聲：-／岩崎愛）
山田同班同學，是片瀨的好友。平時總是活力充沛，體型與小學生無異。特技是尋找帥哥，愛上京香兄長圭一。後來跟偽娘河合交往。
片瀨葵（聲：-／橘田泉）
山田同班同學，是三鄉的好友。曾經因為被男生甩，而對男生不信任，直到最後跟工藤交往。
小林真希（聲：-／楠浩子）
山田同班同學，山田的友人。喜歡有錢、帥的男生，但是卻一直失敗，失望之餘曾與秋本稍微起曖昧關係，但最後仍沒結果。
坂井香織（聲：-／長谷美希）
山田同班同學，是山田的友人，為幾個好友中帶頭的角色。
秋本孝太（聲：-／大下孝太）
小須田的好友。渴望交女友脫離處男困境，但是卻處處碰壁，曾在金城京香開的聖誕舞會上結識有錢女子，但是不久即分手；後期喜歡上小林，但沒有結果。
工藤俊一（聲：-／小泉豐）
小須田的好友，與小須田一樣是善良的角色。喜歡片瀬，但是片瀬因為情傷而拒絕工藤，在工藤多次追求和幫助下，最後兩人在一起。
黑川太（聲：-／松井郁洋）
動畫原創角色。

### 其他人物
山田千夏（聲：阿澄佳奈／下田麻美）
比山田年輕1年的妹妹，A罩杯，即使在身材輸給姊姊，靠裝可愛迷住男生，經常帶優質的男生回家，數目已數之不盡。覺得姊姊的戀愛方式沒得救。之後與姐姐就讀同一所高中。
山田（媽媽）
山田的母親。名字到現在依然不詳。與山田姊妹一樣，都是長得非常漂亮很受歡迎。
山田姊妹沒有胸部是來自她母親那邊的遺傳。長女說「就算變成老奶奶好像也不會下垂」。
山田（爸爸）
山田的父親。名字到現在依然不詳。登場次數很少。
小須田香月（聲：大原沙耶香／能登麻美子）
小須田崇的姊姊，跟弟弟一樣遲鈍，擁有巨乳的好身材，正就讀大學，會戲弄崇，但偶爾也會有好建議。
小須田（母）（聲：-／中根久美子）
赤井（老師）（聲：-／儀武祐子）
山田就讀高中二三年級時的班主任，並且是體育、保健老師。沒有男朋友，常常為此煩惱，看到學生交往雖然不開心但仍會給予建議和支持。
森（老師）（聲：不明）
赤井老師的朋友，經常抽煙，會吐嘈赤井老師。
松尾大佑（聲：-／小泉豐）
竹下的男朋友，一流大學的學生(竹下升上二年級之後，初等場時是高三生)，個性是好男人，喜歡閱讀古典書籍，會給予小須田一些戀愛上的建議。
宮野真尋
宮野麻由的弟弟，在宮野與小須田家族旅遊中曾對小須田香月說長大要娶她。
市原（聲：-／中根久美子）
金城家的管家，唯一一人知道京香暗戀圭一的秘密，在京香詢問如何誘惑小須田時給予建議，但最後並未成功。
金城圭一（聲：-／前野智昭）
京香的兄長，十項全能，在哈佛大學留學，超美型男，同時也是個處男，迷倒周遭女性，唯獨山田不受其迷惑。對山田一見鍾情，甚至為此至他們的高中任職英文老師，在山田與小須田約會期間與山田告白，但被拒絕；後面在山田與小須田交往時仍出來追求山田，小須田因而起了競爭之意而發憤圖強，並且鼓起勇氣在眾人面前公開交往戀情，因而使圭一放棄，最後留在高中教書。
八神门孝龍
他本人登場次數很少。是山田最深刻的人，可能山田已忘了。以前帮助她理解感情，没想到让她误会；导致现在的滿腦子都是黃色思想，而且还被山田履行了某种约定，其实在山田履行了某种约定时也没听到很清楚就这样不了了之了。
色情之神
掌管情慾的神。依其附身有著各自角色相似的姿容和性格。只在夢中出現給予指引，不過後來在白天也出現，並且作為吐嘈角色。
動畫版中擔任解說或逗哏的角色。
動畫登場
- 山田（声： - ／宍戶留美）
- 小須田崇（声： - ／阿部敦）
- 宮野繭（声： - ／花澤香菜）
- 金城京香（声： - ／小林優）
- 八神门孝龍（声： - ／不明）

動畫未登場
- 山田千夏
- 竹下美春
- 赤井老師
- 三鄉麻美
- 片瀨葵
- 金城圭一

## 出版書籍
| 卷數 | 集英社         | 集英社                 | 尖端出版社    | 尖端出版社           | 備註                  | 備註 |
| 卷數 | 發售日期       | ISBN                   | 發售日期      | EAN                  | 備註                  | 備註 |
| ---- | -------------- | ---------------------- | ------------- | -------------------- | --------------------- | ---- |
| 1    | 2005年2月18日  | ISBN 4-08-876756-X     | 2006年6月1日  | EAN 471-7702-20466-2 |                       |      |
| 2    | 2006年1月19日  | ISBN 4-08-877021-8     | 2006年9月4日  | EAN 471-7702-20467-9 |                       |      |
| 3    | 2006年10月19日 | ISBN 4-08-877154-0     | 2007年2月15日 | EAN 471-7702-20901-8 | 卷末番外篇2話收錄     |      |
| 4    | 2007年6月19日  | ISBN 978-4-08-877278-3 | 2010年1月22日 | EAN 471-7702-21406-7 | 卷末番外篇1話收錄     |      |
| 5    | 2008年4月18日  | ISBN 978-4-08-877411-4 | 2010年5月20日 | EAN 471-7702-22607-7 | 卷末番外篇2話收錄     |      |
| 6    | 2009年4月17日  | ISBN 978-4-08-877613-2 | 2012年2月7日  | EAN 471-7702-24522-1 | 卷末先行版4話收錄     |      |
| 7    | 2010年3月17日  | ISBN 978-4-08-877742-9 | 2012年3月8日  | EAN 471-7702-24523-8 | 卷末番外篇4話收錄     |      |
| 8    | 2010年7月16日  | ISBN 978-4-7973-6644-0 |               |                      |                       |      |
| 9    | 2011年3月18日  | ISBN 978-4-08-879114-2 |               |                      | 卷中「第290.5話」刊載 |      |

## 電視动画
2010年4月开始在独立UHF局播放。

### 工作人员
- 監督：山本裕介
- 系列構成：西園悟
- 人物设计、總作画監督：八尋裕子
- 客串人物设计、主要原畫：阿部智之
- 组件设计：中村嘉博
- MONO设计：涉谷一彥
- 美術監督：三木美千代
- 色彩設計：谷本千繪
- 攝影監督：長牛豐
- 編集：後藤正浩
- 音樂：Elements Garden（藤田淳平、藤間仁）
- 錄音演出：鹽谷翼
- 制片人：松井智、森亮介、吉田悟、栗田滋弘、甲斐健太郎
- 动画制作：HAL FILM MAKER
- 製作：B型H系製作委員会（Happinet、集英社、電通、AG-ONE、NEC BIGLOBE、DAX Production、TYO Animations、McRAY、AT-X）

### 主題歌
片頭曲
- 「 A to Z」（第1～11話）（第12話片尾曲）

作詞：
作曲・編曲：太田雅友
歌：山田（田村由香里）
片尾曲
- （第1～11話）

作詞：
作曲・編曲：太田雅友
歌：山田（田村由香里）
插入曲
- 「BH〜B型H系〜」

作詞：
作曲：
編曲：藤田淳平（Elements Garden）
歌：近江知永
作詞：鬼頭巖
作曲・編曲：藤間仁（Elements Garden）
歌：
- （第10話）

作詞：童貞一男
作曲・編曲：
歌：小須田崇、工藤俊一（阿部敦、大下孝太、小泉豐）
- （第10話）

作詞・作曲：NAGAE
編曲：菊田大介（Elements Garden）
歌：山田、宮野麻由、金城京香（田村由香里、花澤香菜、小林優）

### 各話列表
| 集數 | 話數 | 日文標題 | 中文標題                                | 劇本              | 分鏡              | 演出              | 作畫監督                   |
| ---- | ---- | -------- | --------------------------------------- | ----------------- | ----------------- | ----------------- | -------------------------- |
| 1    | 1    |          | Boy♂Meets♀Girl 你的「第一次」給我吧！！ | 西園悟            | 山本裕介          | 津田尚克 山本裕介 | 阿部智之                   |
| 1    | 2    |          | 放學後大作戰！ 總之先親個嘴吧？         | 西園悟            | 山本裕介          | 津田尚克 山本裕介 | 阿部智之                   |
| 2    | 3    |          | 對了！去游泳池吧 想看我的泳裝是吧！     | 西園悟            | 大脊戶聰          | 大脊戶聰          | 阿部智之                   |
| 2    | 4    |          | 對手出現 誰啊？那個F罩杯！？            | 西園悟            | 大脊戶聰          | 大脊戶聰          | 阿部智之                   |
| 3    | 5    |          | 暗室中急接近！ 有點危險的課外活動！？   | 筆安一幸          | 石井久志          | 石井久志          | 三島千枝                   |
| 3    | 6    |          | 激情文化祭！ 校園女王是山田（我）！！   | 筆安一幸          | 石井久志          | 石井久志          | 三島千枝                   |
| 4    | 7    |          | 心跳的圣诞夜 初吻是什么味道呢？         | 与口奈津江        | 五十嵐紫樟        | 五十嵐紫樟        | 鈴木美音織                 |
| 4    | 8    |          | 不能就这样回去了！ 去LOVE公园吧！       | 与口奈津江        | 五十嵐紫樟        | 五十嵐紫樟        | 鈴木美音織                 |
| 5    | 9    |          | 汗与泪的情人节！ 包含着山田的爱？意     | 西園悟            | 稻垣隆行          | 上田繁            | 阿部達也                   |
| 5    | 10   |          | 磨练！H POWER 这样的感觉是第一次…       | 西園悟            | 稻垣隆行          | 上田繁            | 阿部達也                   |
| 6    | 11   |          | 金城同学来了！ 闪闪发光的她不能原谅     | 筆安一幸          | 津田尚克          | 津田尚克          | 星野浩一 高原修司          |
| 6    | 12   |          | 玫瑰色笑容后面…… 金城的黑色秘密！！     | 筆安一幸          | 津田尚克          | 津田尚克          | 星野浩一 高原修司          |
| 7    | 13   |          | 泳池里的大决斗！ 绝对不会输给你！       | 与口奈津江 西園悟 | 石井久志          | 石井久志          | 三島千枝                   |
| 7    | 14   |          | 夏天的思念…… 山田，从野外回来了！       | 与口奈津江 西園悟 | 石井久志          | 石井久志          | 三島千枝                   |
| 8    | 15   |          | 万岁！修学旅行啊！ 沒能兩人獨處…        | 西園悟            | 中山敦史          | 中山敦史          | 阿部智之                   |
| 8    | 16   |          | 我，山田，我喜…… 一路吵架的旅行         | 西園悟            | 中山敦史          | 中山敦史          | 阿部智之                   |
| 9    | 17   |          | 怎么会！在众目睽睽之下… 又没有说讨厌…秋 | 筆安一幸          | 福田道生 山本裕介 | 高橋幸雄          | 清丸悟 海老原雅夫 阿部達也 |
| 9    | 18   |          | 赌注在运动会上！ 爱做什么就做什么…秋    | 筆安一幸          | 福田道生 山本裕介 | 高橋幸雄          | 清丸悟 海老原雅夫 阿部達也 |
| 10   | 19   |          | 金城家一族 作为名人的哥哥的闪耀秘密     | 西園悟            | 五十嵐紫樟        | 五十嵐紫樟        | 鈴木美音織 阿部智之        |
| 10   | 20   |          | 恋爱途中？ 别对我的男人出手！！         | 西園悟            | 五十嵐紫樟        | 五十嵐紫樟        | 鈴木美音織 阿部智之        |
| 11   | 21   |          | 2年H班的平安夜 快把我推倒在床上         | 筆安一幸          | 大脊戶聰          | 大脊戶聰          | 星野浩一 高原修司          |
| 11   | 22   |          | 金城同学在看？ 突破尺度的现场直播       | 筆安一幸          | 大脊戶聰          | 大脊戶聰          | 星野浩一 高原修司          |
| 12   | 23   |          | 世界为我们而动 再见了……B型H系           | 西園悟            | 山本裕介          | 五十嵐紫樟        | 三島千枝                   |
| 12   | 24   |          | 成为天使的山田！ 再见了！B型H系！！     | 西園悟            | 山本裕介          | 津田尚克          | 阿部智之                   |
| 12   | 25   |          | 神啊！ B型H系、永远…                    | 西園悟            | 山本裕介          | 山本裕介          | 阿部智之                   |

### 播放電視台
日本深夜動畫：下文記載的日本国内播放時間使用日本標準時間（UTC+9）表示。因為部分時間标识會採用30小时制，因此請留意这类超过24:00的时间，其實際播放時間為翌日清晨。
| 播放地區 | 播放電視台   | 播放日期               | 播放時間（UTC+9）          | 所屬電視網 | 備考              |
| -------- | ------------ | ---------------------- | -------------------------- | ---------- | ----------------- |
| 京都府   | 京都放送     | 2010年4月1日 - 6月17日 | 星期四 25時00分 - 25時30分 | 独立UHF局  |                   |
| 東京都   | TOKYO MX     | 2010年4月1日 - 6月17日 | 星期四 25時30分 - 26時00分 | 独立UHF局  |                   |
| 日本全國 | BIGLOBE      | 2010年4月2日 - 6月18日 | 星期五 13時00分 更新       | 網路電視   | 製作局            |
| 神奈川縣 | 神奈川電視台 | 2010年4月4日 - 6月20日 | 星期日 24時30分 - 25時00分 | 独立UHF局  |                   |
| 和歌山縣 | 和歌山電視台 | 2010年4月4日 - 6月20日 | 星期日 25時40分 - 26時10分 | 独立UHF局  |                   |
| 日本全國 | AT-X         | 2010年4月5日 - 6月21日 | 星期一 8時30分 - 9時00分   | CS放送     | 製作局 有重播時段 |
| 岐阜縣   | 岐阜放送     | 2010年4月5日 - 6月21日 | 星期一 25時45分 - 26時15分 | 独立UHF局  |                   |
| 千葉縣   | 千葉電視台   | 2010年4月7日 - 6月23日 | 星期三 25時30分 - 26時00分 | 独立UHF局  |                   |
| 三重縣   | 三重電視台   | 2010年4月8日 - 6月24日 | 星期四 25時20分 - 25時50分 | 独立UHF局  |                   |
| 奈良縣   | 奈良電視台   | 2010年4月9日 - 7月2日  | 星期五 25時30分 - 26時00分 | 独立UHF局  |                   |
| 日本全域 | showTime     | 2010年4月16日 -        | 星期五 15時00分 更新       | 網路電視   |                   |

### DVD/blu ray版本
由於電視廣播限制，動畫被播放時一些性器官的部份被「鬼印」遮擋重要部位，在推出DVD/BluRay版本時刪去此部份。